# 허 장공
허 장공(許 莊公)은 허나라의 제11대 남작(재위: 기원전 731년 ~ 기원전 712년)이다. 이름은 불(茀) 또는 저인(苴人)이고, 허 문공의 아들이다.
자치통감외기에 따르면, 주 환왕 8년 가을 7월에, 제, 정, 노가 허를 쳐서 임오일에 허에 들어가니 장공은 위로 달아났고, 정 장공이 장공의 동생 허숙(許叔)을 받들어 허의 동편에 살게 하였다고 한다. 뒤를 이은 허 환공이 바로 허숙이 아닌가 추정된다.
| 전임 아버지 문공 | 허나라의 군주 기원전 731년 ~ 기원전 712년 | 후임 아들 환공 정 |